# La Pellinada
La Pellinada es un caserío de la comuna de Los Lagos, ubicada en el sector suroeste de la comuna, en la ribera sur del Río Remehue, cercano al caserío de Trufún.
Aquí se encuentra la escuela particular Conde de Lemu.

## Hidrología
La Pellinada se encuentra en la ribera sur del Río Remehue.

## Accesibilidad y transporte
A La Pellinada se accede desde la ciudad de Los Lagos a través de la Ruta T-525 a 31,2 km